# صحافة الطائرات دون طيار
صحافة الطائرات بدون طيار تعني استخدام الطائرات دون طيار أو أنظمة الطائرات دون طيار (UAS) للأغراض الصحفية. وحسب إدارة الطيران الفيدرالية "FAA"، فإن الطائرة دون طيار عبارة عن جهاز يتم استخدامه أو يُستهدف استخدامه للطيران في الجو بدون وجود طيار به".
وما زال استخدام الطائرات دون طيار من أجل جمع المعلومات في مجال الصحافة أمرًا حديثًا. وتقوم برامج الصحافة الجامعيَّة باختبار استخدام الطائرات دون طيار في هذا السياق، فيما يسمى معمل صحافة الطائرات دون طيار، والذي تم تأسيسه في أواخر نوفمبر 2011 على يد مات وايت، أستاذ الصحافة والاتصالات الجماهيرية في جامعة نبراسكا-لينكولن وبرنامج صحافة الطائرات بدون طيار في جامعة ميسوري.

## إطار العمل القانوني في الولايات المتحدة
لم تقم إدارة الطيران الفيدرالية، والتي تقوم بتنظيم المجال الجوي فوق الولايات المتحدة، بعد بوضع القواعد اللازمة لدمج أنظمة الطائرات دون طيار في النظام الجوي الوطني (NAS)، رغم أن الكونجرس قد دعا إدارة الطيران الفيدرالية إلى وضع مثل تلك اللوائح بحلول عام 2015. وفي الوقت الحالي، فإن التشريعات المتعلقة بالطيران التجاري باستخدام طائرات دون طيار، بما في ذلك وسائل الإعلام التجارية، ما زالت ثابتة في مكانها دون حراك. وتسمح إدارة الطيران الفيدرالية للكيانات الحكومية باستخدام أنظمة الطائرات دون طيار حسب الحالة، من خلال شهادة اعتماد (COA)، ومع ذلك، فإن هذا الخيار غير متاح للعامة. وتسمح إدارة الطيران الفيدرالية لممارسي الهوايات بتشغيل طائرات آلية بموجب التعميم الاستشاري 91-57، الذي ينص على ألا تطير هذه الطائرات على ما يزيد عن 400 قدم أو على مسافة تقل عن ميلين من أي مطار.
وفيما يتعلق بأنظمة الطائرات دون طيار العامة، تنص إدارة الطيران الفيدرالية في سياسة رسمية لها على ما يلي «تنص سياسة إدارة الطيران الفيدرالية الحالية لأنظمة الطائرات دون طيار على ألا يقوم أي شخص بتشغيل أنظمة الطائرات دون طيار في النظام الجوي الوطني بدون الحصول على ترخيص خاص. وبالنسبة لأنظمة الطائرات دون طيار التي تعمل كطائرات عامة، يكون هذا الترخيص عبارة عن شهادة ترخيص، أما بالنسبة لأنظمة الطائرات دون طيار التي تعمل كطائرات مدنية، يكون هذا الترخيص عبارة عن شهادات خاصة بالصلاحية للطيران، وبالنسبة لنماذج الطائرات، يكون الترخيص عبارة عن التعميم الاستشاري 91-57.» 
وفي فبراير من عام 2013، قامت إدارة الطيران الفيدرالية بتطوير برنامج لموقع اختبار محلي للطائرات دون طيار سيقوم بإنشاء ستة مواقع اختبار لاستخدامها من أجل الطائرات دون طيار بموجب نظام تنظيمي موسع وخاص. ويتوجب على أولئك الذين يستخدمون الطائرات دون طيار في مواقع الاختبار تطوير سياسة خصوصية حول كيفية تجميعهم واستخدامهم للمعلومات، ويجب عليهم الموافقة على القوانين المحلية والفيدرالية وقوانين الولاية فيما يتعلق بالخصوصية، وإلا فإنهم سوف يتعرضون لعقوبات إضافية من إدارة الطيران الفيدرالية.
وقد بدأت 29 ولاية في عملية وضع اللوائح المتعلقة بأنظمة الطائرات دون طيار. وأغلبية هذه اللوائح تحظر على سلطات فرض القانون استخدام الأنظمة بدون طيار بدون الحصول على إذن تفتيش. وتسعى العديد من الولايات إلى حظر تصوير الممتلكات الخاصة أو حظر تقنية الطيران بدون طيار بشكل تام. وفي نيو هامبشاير، على سبيل المثال، تم حظر التصوير الجوي للمتلكات الخاصة، بما في ذلك الصور التي يتم الحصول عليها عبر الأقمار الصناعية. ولم يتضح بعد ما إذا كانت تشريعات الولايات المتعلقة بأنظمة الطائرات دون طيار سيكون لها وزن على المستوى الفيدرالي أم لا، وإلى أي مدى سيكون هذا الوزن، مع الوضع في الاعتبار إقرار المحكمة العليا بالسلطات التنظيمية لإدارة الطيران الفيدرالية على النظام الجوي الوطني.

## المساهمون الرئيسيون
نظرًا لأن صحافة الطائرات دون طيار هي موضوع جديد مثير للجدل، فإن المساهمين الرئيسيين به (خارج نطاق الهيئات التشريعية وهيئات اتخاذ القرار مثل إدارة الطيران الفيدرالية) في هذا الجدال يلعبون أدوارًا ضخمة على وجه الخصوص فيما يتعلق بنطاق الإعلام العام.
وقد قام مات وايت بتأسيس معمل صحافة الطائرات دون طيار في جامعة نبراسكا - لينكولن من أجل استكشاف كيفية استخدام الطائرات بدون طيار من أجل المراسلة الإخبارية. وبشكل أكثر تخصيصًا، فإن الغرض من المعمل هو توفير مكان لدراسة أخلاقيات وقانونية ومدى عملية استخدام الطائرات دون طيار في الصحافة. ويلعب موقع الويب الخاص بالمعمل دورًا رئيسيًا في الجدل المثار حول صحافة الطائرات دون طيار، حيث أنه يوفر منصات نقاش عبر الإنترنت، بالإضافة إلى الارتباطات إلى الأبحاث وتحليلها، بالإضافة إلى المقالات الإخبارية.
إن ماثيو شروير هو صحفي في مجال الطائرات دون طيار والبيانات يقيم في أوربانا، بإيلينوي، كما أنه يعمل مدونًا في مجال صحافة الطائرات في موقع MentalMuniton.com، وهو مؤسس الجمعية الاحترافية لصحفيي الطائرات دون طيار (PSDJ)، في موقع DroneJournalism.org. وحاليًا، يقوم بتطوير تقنية للطائرات دون طيار وطائرات دون طيار صغيرة (sUAV) للاستخدام في المشروعات الصحفية. وكجزء من أعماله المتعلقة بمشروع EnLiST، وهو عبارة عن منحة من مؤسسة العلوم القومية في جامعة إيلينوي، يترأس شروير برنامج «الطائرات دون طيار من أجل المدارس» الذي يمكن أن يتعلم من خلاله طلاب المدارس الثانوية التصميمات الهندسية ومفاهيم العلوم والتقنيات والهندسة والرياضيات (STEM) من أجل بناء وتشغيل الطائرات دون طيار الخاصة بهم من أجل التصوير ورسم الخرائط.
يعد سكوت فام مؤسس ومدير برنامج ميسوري (Missouri) لصحافة الطائرات دون طيار، وهو عبارة عن شراكة بين كلية الصحافة في ميسوري وبرنامج تقنية المعلومات في جامعة ميسوري ومحطة أعضاء الراديو الوطني العام KBIA. كما أن فام كذلك هو مدير المحتوى في KBIA.org.

## الاعتبارات الأخلاقية
من بين المخاوف المهمة المرتبطة باستخدام أنظمة الطائرات دون طيار لأغراض المراسلة الصحفية احتمالية اختراق خصوصية الأشخاص، مثل القدرة على عرض الأفراد والممتلكات الخاصة بدون أي عوائق. ومن بين الأسئلة المهمة ما إذا كان يحق للأفراد الاستمتاع بخصوصيتهم إذا كانت الطائرات تلتقط صورهم من على ارتفاع مئات الأميال. وبالإضافة إلى ذلك، فإن الاعتبارات الأخلاقية التي تحيط بالصور المأخوذة من الأقمار الصناعية تظهر في الصورة: فما هي الحدود الأخلاقية لتجميع المعلومات من الأقمار الصناعية في الفضاء؟
في الثالث من أبريل عام 2013، قامت إدارة الطيران الفيدرالية بعقد «جلسة مشاركة» حول الخصوصية فيما يتعلق بالطائرات دون طيار، حيث كان يمكن للعامة المشاركة في النقاشات حول تلك الأمور المتعلقة بالخصوصية. ويمكن تلخيص الآراء التي تم التعبير عنها أثناء الجلسة بصفة عامة في خمس مخاوف رئيسية:
- مخاطر الخصوصية (يجب أن يتم تنظيم استخدام الطائرات دون طيار بصرامة وإخضاع هذا الاستخدام لإجراءات ترتبط بالشفافية)
- انتشار المهمة (شعر البعض بالقلق حيال أن ظهور الطائرات دون طيار في الغلاف الجوي للولايات المتحدة يمكن أن يؤدي إلى تزايد استخدام تقنيات الطائرات دون طيار التي تتطور بشكل متزايد في عمليات الحراسة)
- معارضة اللوائح الحكومية لحقوق الأشخاص في امتلاك الطائرات دون طيار
- مخاطر السلامة (تمثل الطائرات دون طيران مخاطر على الطائرات التي تحمل الأشخاص)
- الطائرات بدون طيار كمستقبل للطيران والانشغال المبالغ فيه بالمخاوف المتعلقة بالخصوصية والسلامة.[11]

مع تزايد النقاشات حول استخدام الطائرات دون طيار لأسباب صحفية في النطاق الشعبي العام، سيكون الصحفيون غير التجاريين مسئولين عن وضع المعايير الاحترافية، لأنه من المحتمل ألا تقوم إدارة الطيران الفيدرالية بإصدار اللوائح حتى عام 2015. ويرى وايت وشروير أن قوانين الأخلاقيات الصحفية الحالية يمكن أن تسري على الطائرات دون طيار، لأن المبادئ وراء تلك القواعد الأخلاقية واسعة النطاق. في مقال نشر في مجلة كويل (Quill) التي تصدرها جمعية الصحفيين المحترفين، كتب وايت يقول إنه يتعامل مع الأمور الأخلاقية الخاصة بصحافة الطائرات دون طيار من خلال الفحص المبدئي لمعرفة ما إذا كان أحد هذه الأمور قد تم التعامل معه من قبل أم لا، حيث أنه قد تمت إثارة العديد من الأمور حول نقاشات صحافة الطائرات دون طيار فيما يتعلق بالاستخدام الصحفي للعدسات المقربة وطائرات الهليكوبتر. ويقول المقال إن وايت يقول «إننا نستمر في طرح السؤال على أنفسنا: هل يمثل ذلك مشكلة أخلاقية جديدة، أم أنه يعد بمثابة مشكلة أخلاقية قديمة مع تقنية جديدة؟»
وفي جهد لوضع إطار احترافي لممارسة استخدام الطائرات دون طيار في المجال الصحفي، يهدف شروير وأعضاء DroneJournalism.org إلى وضع مدونة أخلاقيات لصحافة الطائرات دون طيار، بما في ذلك المطالبات باستخدام الطائرات دون طيار فقط في حالة عدم وجود أي طريقة آمنة أخرى للحصول على المعلومات المطلوبة. وينطوي هذا القانون، رغم ذلك، على انتهاك لقوانين الولاية، وقد تكون لوائح إدارة الطيران الفيدرالية ضرورية من أجل الوصول إلى المعلومات المهمة.